# Antico Tiro a Volo Open
L' Antico Tiro a Volo Open, conosciuto anche come Torneo Internazionale Femminile Antico Tiro a Volo è un torneo professionistico di tennis giocato su campi in terra rossa. Fa parte dell'ITF Women's Circuit. Si gioca annualmente a Roma in Italia. L'evento fa parte della categoria di montepremi da $60,000 nell'ITF Women's Circuit. Si è svolto dal 2005 al 2011 con l'unca esclusione nel 2009. Dal 2012 al 2014 non si è giocato, ma è riapparso nel 2015. Le edizioni del 2020 e 2021 non si sono giocate a causa della pandemia di COVID-19. Ha subito diversi cambi di categoria nel corso degli anni fra cui $100,000, $75,000 e $25,000.
Nel 2025, il torneo aumenta di categoria e diventa parte del calendario WTA 125, e prende il nome di Antico Tiro a Volo Open, sponsorizzato da Bancomat.

## Albo d'oro

### Singolare
| Anno       | Categoria                             | Campionessa                           | Finalista                             | Punteggio                             |
| ---------- | ------------------------------------- | ------------------------------------- | ------------------------------------- | ------------------------------------- |
| 2005       | ITF $10,000                           | Romina Oprandi                        | Magda Mihalache                       | 6–4, 6–4                              |
| 2006       | ITF $10,000                           | Anna Floris                           | Marina Šamajko                        | 6–3, 6–0                              |
| 2007       | ITF $100,000                          | Caroline Maes                         | Marta Marrero                         | 6–4, 7–6(7)                           |
| 2008       | ITF $75,000                           | Tathiana Garbin                       | Yvonne Meusburger                     | 6–4, 4–6, 7–6(6)                      |
| 2009       | Non disputato                         | Non disputato                         | Non disputato                         | Non disputato                         |
| 2010       | ITF $50,000                           | Lourdes Domínguez Lino                | Romina Oprandi                        | 5–7, 6–3, 6–3                         |
| 2011       | ITF $50,000                           | Christina McHale                      | Ekaterina Ivanova                     | 6–2, 6–4                              |
| 2012- 2014 | Non disputato                         | Non disputato                         | Non disputato                         | Non disputato                         |
| 2015       | ITF $25,000                           | Martina Trevisan                      | Lisa Sabino                           | 6–1, 6–3                              |
| 2016       | ITF $50,000                           | Sílvia Soler Espinosa                 | Laura Pous Tió                        | 2–6, 6–4, 7–5                         |
| 2017       | ITF $60,000                           | Kateryna Kozlova                      | Mariana Duque Mariño                  | 7–6(6), 6–4                           |
| 2018       | ITF $60,000                           | Dajana Jastrems'ka                    | Anastasija Potapova                   | 6–1, 6–0                              |
| 2019       | ITF $60,000                           | Sara Errani                           | Barbara Haas                          | 6–1, 6–4                              |
| 2020– 2021 | Annullato per la pandemia di COVID-19 | Annullato per la pandemia di COVID-19 | Annullato per la pandemia di COVID-19 | Annullato per la pandemia di COVID-19 |
| 2022       | ITF $60,000                           | Tara Würth                            | Chloé Paquet                          | 6–3, 6–4                              |
| 2023       | ITF $60,000                           | Jéssica Bouzas Maneiro                | Raluca Șerban                         | 6–2, 6–4                              |
| 2024       | ITF $60,000                           | Oksana Selechmet'eva                  | Lina Ǵorčeska                         | 6–1, 7–6(3)                           |
| 2025       | WTA 125                               | Petra Marčinko                        | Oksana Selechmet'eva                  | 6-3, 4-6, 6-3                         |

### Doppio
| Anno       | Categoria                             | Campionesse                             | Finaliste                                 | Punteggio                             |
| ---------- | ------------------------------------- | --------------------------------------- | ----------------------------------------- | ------------------------------------- |
| 2005       | ITF $10,000                           | Adriana González Peñas Romina Oprandi   | Gréta Arn Janette Bejlková                | 6–3, 6–3                              |
| 2006       | ITF $10,000                           | Denise Kirbijikian Jessica Orselli      | Veronika Raimrová Anamaria-Alexandra Sere | w/o                                   |
| 2007       | ITF $100,000                          | Marta Domachowska Emma Laine            | Maret Ani Caroline Maes                   | 1–0 rit.                              |
| 2008       | ITF $75,000                           | Klaudia Jans Alicja Rosolska            | Alina Židkova Marie-Ève Pelletier         | 6–3, 6–1                              |
| 2009       | Non disputato                         | Non disputato                           | Non disputato                             | Non disputato                         |
| 2010       | ITF $50,000                           | Christina McHale Olivia Rogowska        | Iryna Kur"janovič Arantxa Rus             | 6–4, 6–1                              |
| 2011       | ITF $50,000                           | Sophie Ferguson Sally Peers             | Magda Linette Liana Ungur                 | w/o                                   |
| 2012- 2014 | Non disputato                         | Non disputato                           | Non disputato                             | Non disputato                         |
| 2015       | ITF $25,000                           | Claudia Giovine Despoina Papamichaīl    | Tara Moore Conny Perrin                   | 6–4, 7–6(2)                           |
| 2016       | ITF $50,000                           | İpek Soylu Xu Shilin                    | Réka Luca Jani Sofia Shapatava            | 7–5, 6–1                              |
| 2017       | ITF $60,000                           | Anastasija Komardina Nadia Podoroska    | Quirine Lemoine Eva Wacanno               | 7–6(3), 6–3                           |
| 2018       | ITF $60,000                           | Laura Pigossi Renata Zarazúa            | Anastasia Grymalska Giorgia Marchetti     | 6–1, 4–6, [13–11]                     |
| 2019       | ITF $60,000                           | Elisabetta Cocciaretto Nicoleta Dascălu | Carolina Alves Elena Bogdan               | 7–5, 4–6, [10–7]                      |
| 2020– 2021 | Annullato per la pandemia di COVID-19 | Annullato per la pandemia di COVID-19   | Annullato per la pandemia di COVID-19     | Annullato per la pandemia di COVID-19 |
| 2022       | ITF $60,000                           | Andrea Gámiz Eva Vedder                 | Estelle Cascino Camilla Rosatello         | 7–5, 2–6, [13–11]                     |
| 2023       | ITF $60,000                           | Julija Hatoŭka Jibek Kulambaeva         | Yuliana Lizarazo María Paulina Pérez      | 6–4, 6–4                              |
| 2024       | ITF $60,000                           | Leonie Küng Vasanti Shinde              | Matilde Paoletti Beatrice Ricci           | 4–6, 6–4, [10–7]                      |
| 2025       | WTA 125                               | Cho I-hsuan Cho Yi-tsen                 | Ekaterine Gorgodze Darja Semeņistaja      | 4-6, 6-4, [10-6]                      |